# Министр обороны
Министр обороны — министр, возглавляющий министерство обороны (военное министерство) того или иного государства:
- Азербайджан — Министр обороны Азербайджана
- Болгария — Министр обороны Болгарии
- Великобритания — Министр обороны Великобритании
- Вьетнам — Министр обороны Вьетнама
- Германия — Министры обороны Германии
- Израиль — Министры обороны Израиля
- Индия — Министр обороны Индии
- Индонезия — Министр обороны Индонезии
- Китай — Министр обороны КНР
- Россия — Министры обороны России
- СССР — Министры обороны СССР
- США — Министр обороны США
- Украина — Министры обороны Украины
- Финляндия — Министр обороны Финляндии
- Франция — Министр обороны Франции
- Япония — Министр обороны Японии